# Inferno - Canto quinto

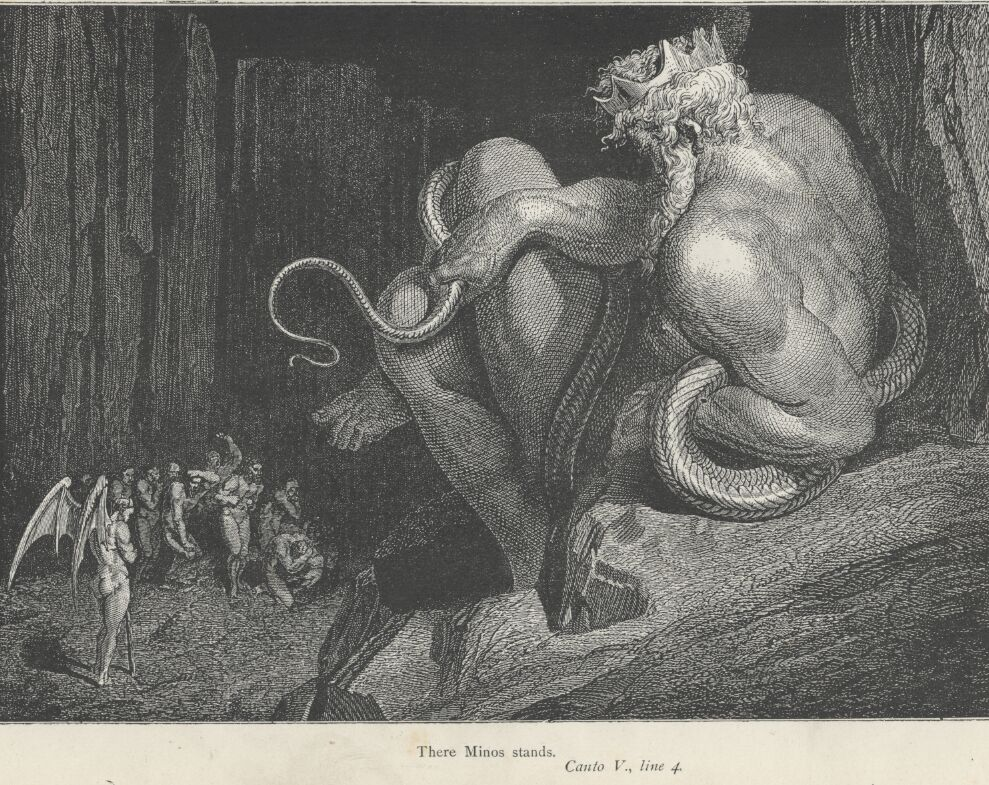
Minosse secondo Gustave Doré

Il canto quinto dell'Inferno di Dante Alighieri si svolge nel secondo cerchio, dove sono puniti i lussuriosi; siamo nella notte tra l'8 e il 9 aprile 1300 (Sabato Santo), o secondo altri commentatori tra il 25 e il 26 marzo 1300.

## Incipit
(Anonimo commentatore dantesco del XIV secolo)

## Analisi del canto
Il canto si presenta unitario e compatto, nello sviluppo completo del proprio argomento: descrive infatti il secondo cerchio infernale, quello dei lussuriosi, dal momento in cui Dante e Virgilio vi scendono fino al loro congedo dal mondo di queste anime. 

### Il secondo cerchio, Minosse - versi 1-24

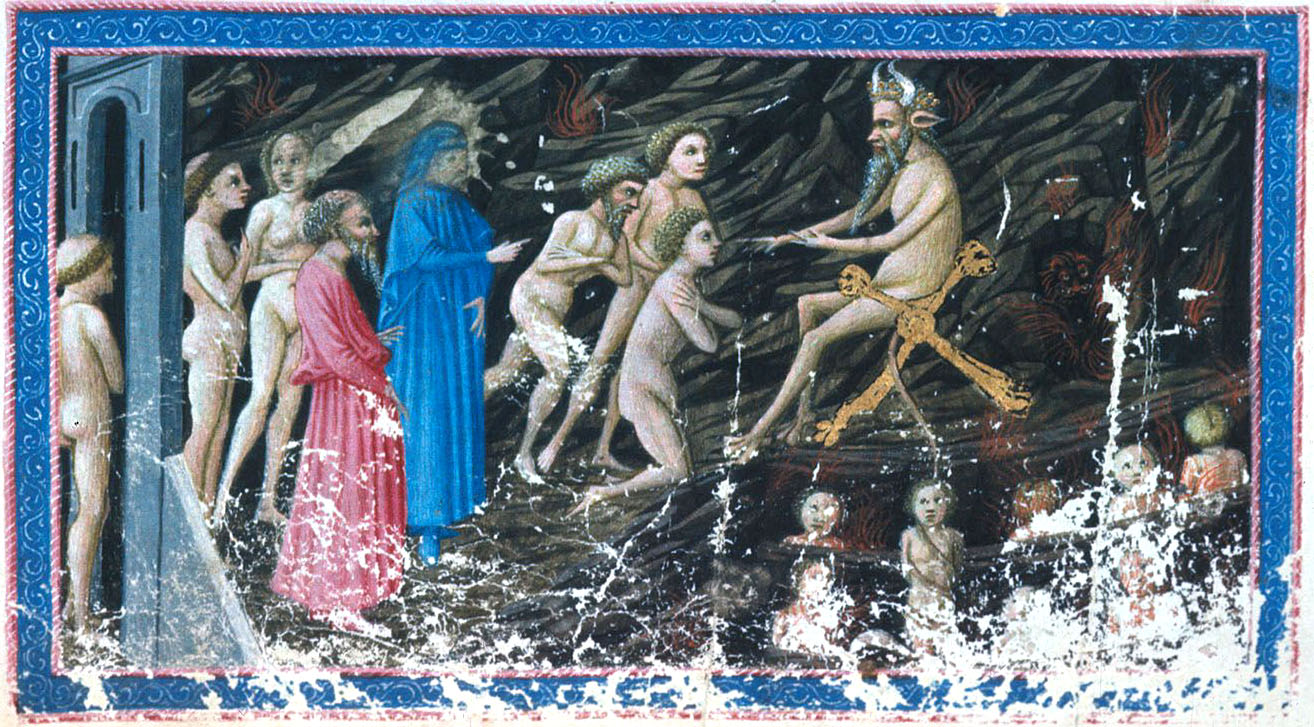
Illustrazione della prima parte del Canto V, Priamo della Quercia (XV secolo)

Dante e Virgilio giungono nel secondo cerchio, più stretto (dopotutto l'Inferno è come un imbuto con cerchi concentrici), ma molto più doloroso, tanto che i dannati sono costretti a guaire come bestie (III v.22).
Qui sta Minosse orribilmente e ringhia di rabbia: egli è il giudice infernale (da Omero in poi), che giudica i dannati che gli si parano davanti, attorcigliando la sua coda attorno al corpo tante volte quanti sono i cerchi che i dannati dovranno scendere per ricevere la loro punizione (è ambiguo se la coda sia lunga da essere attorcigliata in tanti giri quanti il "cerchio" o se sia corta quindi piegata più volte). Quando i dannati gli si parano davanti infatti confessano tutte le loro colpe, spinti da una forza divina, e Minosse decide, quale gran  conoscitor de le peccata.
Minosse, scorgendo Dante, interrompe il suo compito e gli rivolge un avvertimento, mettendolo in guardia dal fatto che sia facile entrare nell'Inferno, di diffidare di chi lo guida, ovvero Virgilio, e che non lo inganni l'ampiezza della porta infernale (come a voler dire che entrarvi è facile, ma uscirne no). Virgilio allora prende subito la parola e, come aveva già fatto con Caronte, lo ammonisce a non ostacolare un viaggio voluto dal Cielo, usando le stesse identiche parole: Vuolsi così colà dove si puote / ciò che si vuole e più non dimandare.
Minosse, sebbene sia descritto con i tratti grotteschi di un mostro, ha nelle sue parole un atteggiamento regale e solenne. Mentre infatti, alle dure parole di Virgilio, Dante aveva dedicato una terzina per descrivere la reazione di Caronte, Minosse sparisce di scena senza alcun cenno: egli è considerato come un puro servitore della volontà divina.

### I lussuriosi - vv. 25-72

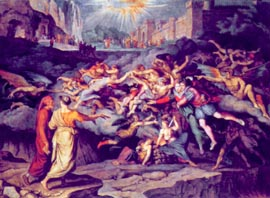
Joseph Anton Koch, L'incontro di Dante e Virgilio con le anime dei lussuriosi e di Paolo e Francesca, 1823

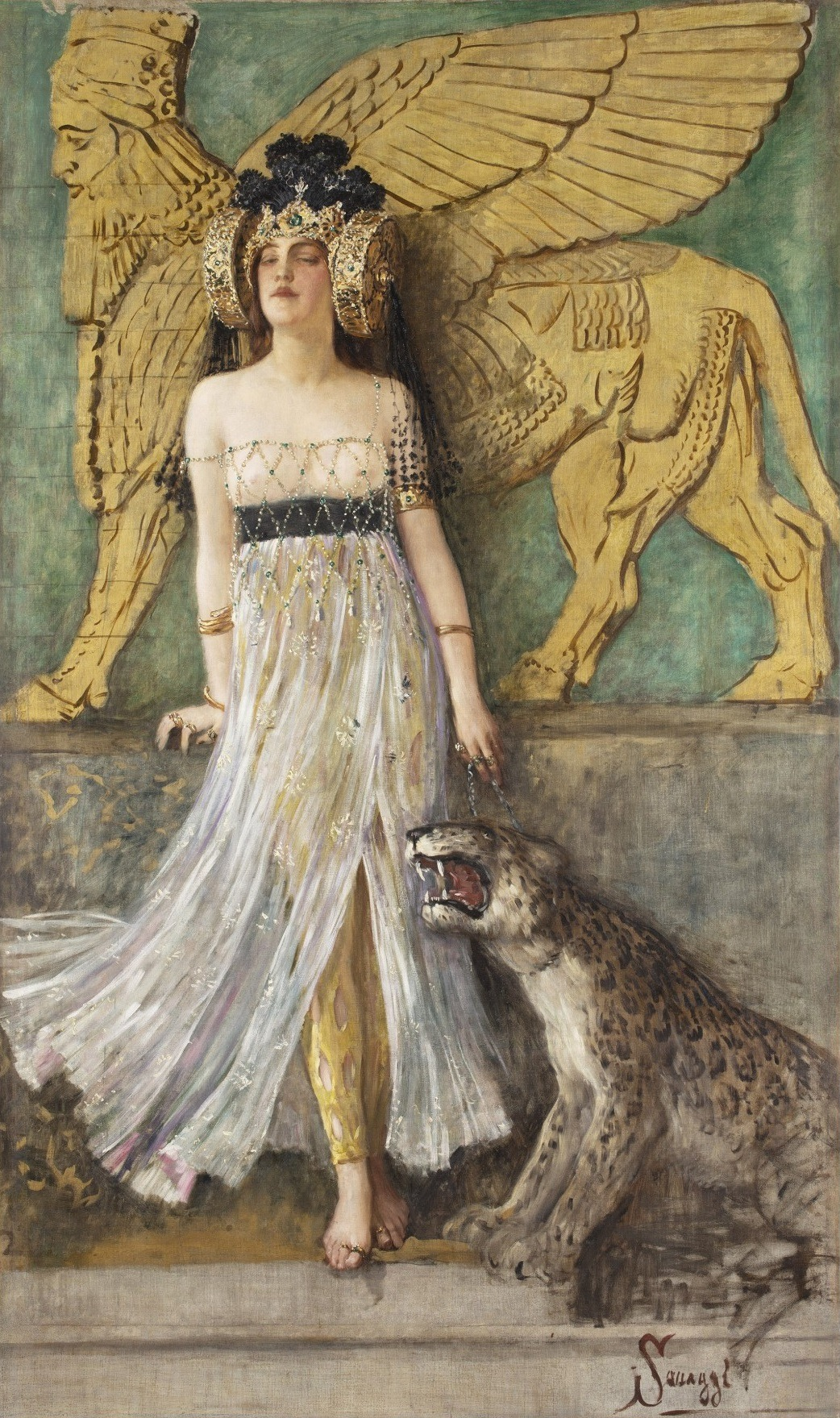
"La regina Semiramide" opera simbolista del pittore Cesare Saccaggi; la lussuria è simboleggiata dal feroce felino dalle fauci spalancate domato dalla regina.

Oltrepassato Minosse, Dante si trova per la prima volta a contatto con dei veri dannati puniti nel loro cerchio:
(vv. 25-27)
In questo luogo buio, dove riecheggiano i pianti, si sente muggire il vento come quando in mare scatta una bufera, per via dei venti contrari che si incrociano; ma questa tempesta infernale non si arresta mai e trascina gli spiriti con la sua violenza, in particolare quando essi arrivano davanti al bordo del baratro infernale, la ruina. Davanti a quel precipizio aumentano le strida, il compianto, il lamento e le bestemmie. Cosa sia di preciso questa ruina non è chiaro, se la spaccatura dalla quale esce la tempesta o una di quelle frane prodotte dal terremoto dopo la morte di Cristo (cfr. Inf. XII, 32 e Inf. XXIII, 137), o forse il luogo dove i dannati devono discendere per la prima volta nel cerchio dopo la condanna di Minosse.
Dante in questo caso capisce al volo chi siano i dannati qui puniti: i peccator carnali / che la ragion sommettono al talento, cioè i lussuriosi che hanno fatto prevalere l'istinto sulla ragione.
Seguono due similitudini legate al mondo degli uccelli: gli spiriti (che sono trascinati dal vento di qua, di là, di giù, di sù e che spererebbero almeno in un'attenuazione della pena). Alcuni di questi sembrano gli stormi disordinati, ma compatti, quando, all'arrivo del freddo, sono in partenza per la migrazione invernale; altri come le gru che volano in fila. Dante chiede spiegazione a Virgilio.
Egli lo accontenta e inizia ad elencare le anime di coloro che hanno la particolarità di essere tutti morti per amore:
1. Semiramide, che fece una legge per permettere a tutti la libido nel suo paese e quindi non essere biasimata nella sua condotta libertina; è anche indicata come moglie e successore di Nino, che regnò nella terra che oggi governa il Sultano, cioè Babilonia, anche se ai tempi di Dante il sultano regnava su Babilonia d'Egitto.
2. Didone, personaggio virgiliano, che il maestro ha la delicatezza di non citare per nome, ma che indica come colei che ruppe fede al giuramento sulle ceneri di Sicheo e che si uccise per amore (di Enea).
3. Cleopatra lussurïosa.
4. Elena di Troia, per la quale tanto male nacque.
5. Achille, il grande Achille, che combatté per amore (durante il medioevo si narrava che si fosse innamorato follemente di Polissena, figlia di Priamo, e per questo amore si fosse lasciato trarre in un agguato dove fu ucciso a tradimento, vedi anche le Metamorfosi di Ovidio).
6. Paride.
7. Tristano.

Dopo aver sentito parlare di queste anime, di antiche eroine e cavalieri (in senso lato, secondo l'accezione medievale, come personaggi mitici e importanti in genere), Dante è al colmo della "pietas" e ne resta quasi smarrito.

### Francesca e Paolo - vv 73-142

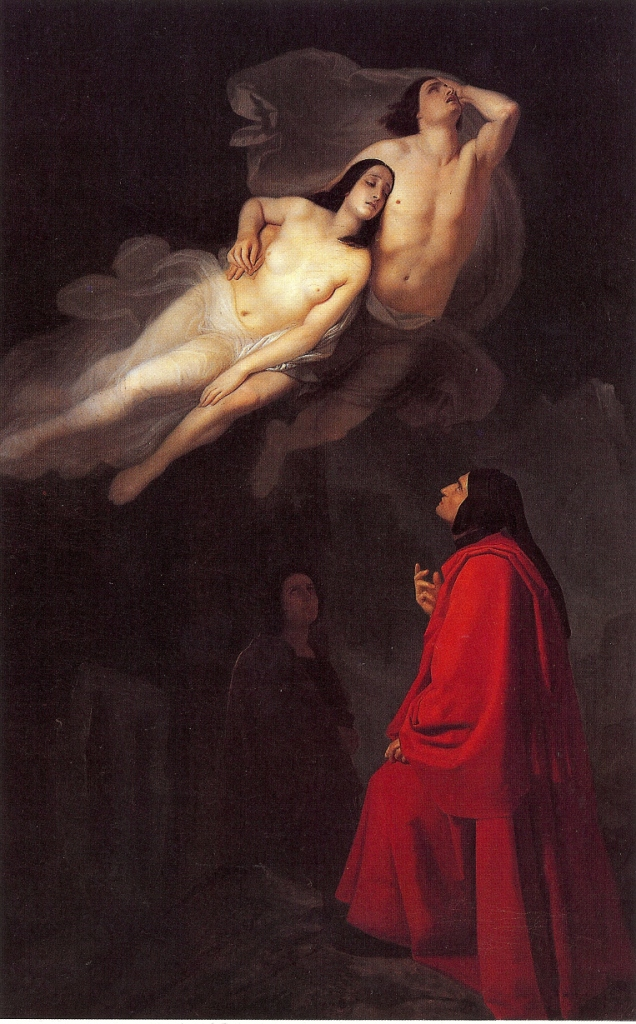
Giuseppe Frascheri, Dante e Virgilio incontrano Paolo e Francesca, 1846

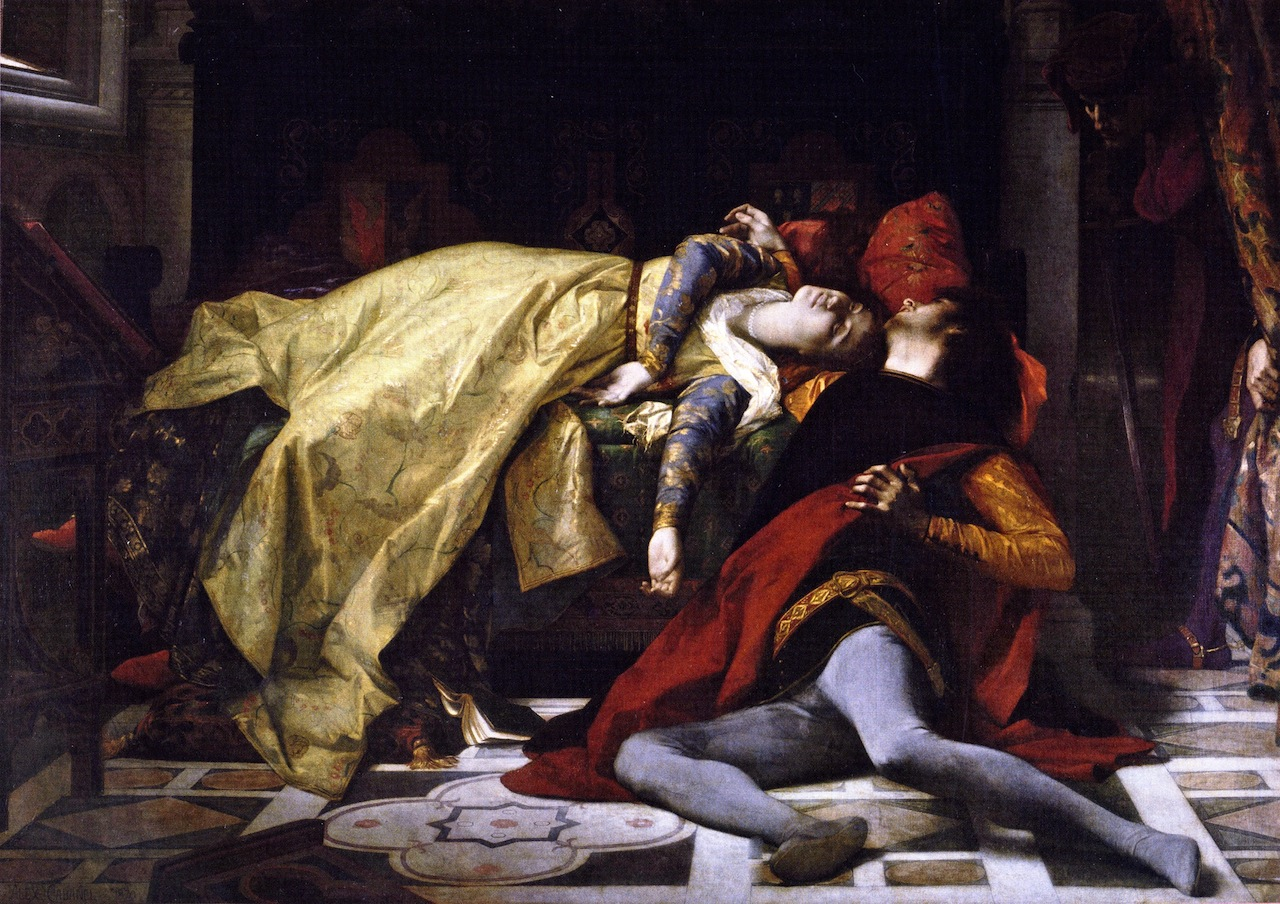
Alexandre Cabanel, Morte di Francesca da Rimini e di Paolo Malatesta, 1871

L'attenzione di Dante viene attirata da due anime che si muovono in fila, ma che, al contrario delle altre, sono affiancate l'una all'altra e sembrano leggère nel vento, quindi chiede a Virgilio di poter parlare con loro: questi acconsente e consiglia Dante di chieder loro di fermarsi quando il vento le porterà più vicino.
Dante allora si rivolge a loro: "O anime affannate, / venite a noi parlar, s'altri (cioè Dio) nol niega!". Allora esse uscirono dalla schiera dei morti per amore (dov'era Didone) come le colombe che si alzano insieme per volare al nido.
Le anime giungono così dal cielo infernale, grazie alla richiesta pietosa del Poeta. Parla la donna: (parafrasi) "Oh persona gentile e buona che visiti nell'oscuro inferno le anime di noi che tingemmo la terra di rosso sangue, se Dio fosse nostro amico, noi lo pregheremmo raccomandandoti a lui, perché hai avuto pietà di noi peccatori perversi. Dicci cosa vuoi sapere e noi parleremo con te, finché il vento ci permette di riposare. La città dove nacqui si trova dove il Po trova la pace, sfociando nel mare coi suoi affluenti (Ravenna). L'amore che attecchisce velocemente nei cuori gentili fece invaghire lui (Paolo) della mia bella presenza, che oggi non ho più; il modo mi offende ancora" (verso ambiguo: Francesca intendeva che è ancora soggiogata dall'intensità (dal modo) dell'amore di Paolo, oppure che il modo in cui le fu tolta la sua bella persona (cioè il suo corpo) la urta ancora, alludendo all'omicidio? Per parallelismo con la terzina successiva in genere si preferisce la prima interpretazione): "Amor, che a nullo amato amar perdona, / mi prese del costui piacer sì forte...". Dunque, l'amore non esonera nessuna persona amata dall'amare a sua volta. Dante qui richiama esplicitamente la teologia cristiana secondo la quale tutto l'amore che ciascuno dona agli altri, tornerà indietro parimenti, anche se non nello stesso tempo o forma. Ma il poeta in realtà non poteva trascurare il fatto che l'amore può anche non essere corrisposto. A tal proposito uno studioso ha recentemente azzardato un'altra e più plausibile interpretazione di questo verso: Amor che (non) perdona a nullo (di) amar (chi è) amato; ossia "l'amore che vieta, che non consente a nessuno di amare chi ha già un vincolo d'amore", in ciò riferendosi appunto alla passione proibita di Francesca per Paolo, poiché entrambi già legati, lei a Gianciotto e lui a sua moglie (cfr. Guglielmo Peralta, Un abbaglio secolare. Esegesi di un famoso verso dantesco, in "Quaderni di Arenaria", XVI, 2019, pp. 48-50). 
Francesca rappresenta in ogni caso un'eroina romantica: infatti in lei abbiamo la contraddizione tra ideale e realtà; lei realizza il suo sogno, ma riceve la massima punizione.
Queste furono le parole dei due personaggi (sebbene parli la sola Francesca). Dante china il viso pensoso, finché Virgilio lo sprona chiedendogli "A che pensi?"
Dante non dà una vera e propria risposta ma sembra proseguire ad alta voce i suoi pensieri: (parafrasi) "Che bei pensieri amorosi, quanto desiderio reciproco portò queste anime alla dannazione!". Poi, rivolgendosi di nuovo a loro: "Francesca, le tue pene mi fanno diventare triste e pio, al punto di aver voglia di piangere. Ma dimmi, con quali fatti e come siete passati dai dolci sospiri alla passione che porta tanti dubbiosi desideri?"
Ed essa rispose: (parafrasi) "Niente è peggiore per me che ricordare i tempi felici ora che sono in questa misera condizione, e lo sa bene il tuo dottore. Ma se proprio vuoi sapere l'origine del nostro amore, te lo racconterò tra le lacrime ("come colui che piange e dice"). Un giorno stavamo leggendo per passatempo dell'amore di Lancillotto. Eravamo soli e non sospettavamo niente. Più volte quella lettura ci spinse a guardarci e ci fece sbiancare temendo di affrontare l'amore... ma fu in un punto preciso che fu vinta la nostra volontà: quando leggemmo il bacio tra Lancillotto e Ginevra, Paolo, che da me non verrà mai diviso, la bocca mi baciò tutto tremante. Galeotto  fu 'l libro e chi lo scrisse: quel giorno non andammo più avanti nella lettura.
Mentre uno spirito diceva questo, l'altro piangeva in modo talmente pietoso, che mi sentii morire e caddi per terra come cade un corpo morto."
Queste sono le due anime di Paolo Malatesta e di Francesca da Polenta che furono travolte dalla passione; vennero sorpresi da Gianciotto Malatesta, rispettivamente fratello di Paolo e marito di Francesca e trucidati a tradimento.

## Punti notevoli

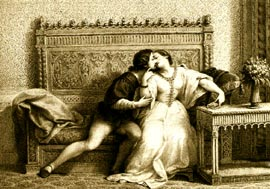
Francesco Scaramuzza, ...La bocca mi baciò tutto tremante, 1859

L'incontro con Paolo e Francesca è il primo di tutto il poema nel quale Dante parli con un dannato vero e proprio (escludendo infatti i poeti del Limbo). Inoltre per la prima volta in assoluto viene ricordato un personaggio contemporaneo, conformemente al principio che Dante stesso ricorderà in Pa XXVII di ricordare di preferenza le anime di fama note perché più persuasive per il lettore dell'epoca (fatto senza precedenti nella poesia impegnata e per molto tempo senza seguito, come ebbe modo di far notare Ugo Foscolo).
Paolo e Francesca si trovano nella schiera dei "morti per amore", e il loro avvicinarsi è descritto da ben tre similitudini che richiamano il volo degli uccelli, riprese in parte dall'Eneide.
Tutto l'episodio ha come motivo conduttore quello della pietà: la pietà affettuosa percepita dai due dannati quando vengono chiamati (tanto da far dire a Francesca un paradossale desiderio di pregare per lui, detto da un'anima infernale), oppure la pietà che traspare dalla meditazione che Dante ha dopo la prima confessione di Francesca, quando resta in silenzio, infine il culmine finale quando il poeta cade svenuto (di pietade / io venni men così com'io morisse).
Per questo Dante è molto indulgente nella rappresentazione dei due amanti: non vengono descritti con severità intransigente o sprezzante (per esempio come è descritta freddamente poco prima Semiramide), ma il poeta mette alcune scusanti al loro peccato, sia pure solo sul piano umano (non mette in dubbio per esempio la gravità del peccato, essendo ferme le sue convinzioni religiose). Francesca appare così una creatura gentile intesa come di metodi cortesi cioè di corte. Francesca, nelle sue parole, esprime la teoria dell'amore cortese dello scrittore francese Andrea Cappellano, in parte ripresa dallo Stilnovo. L'amore nasce dai cuori gentili (nobiltà di sentimenti) non per trasmissione ereditaria ed inoltre esso viene generato dalla bellezza e possiede una forza irresistibile. Tuttavia in questo canto Dante-autore, proteso verso un amore virtuoso di chiara ispirazione cristiana, supera la tradizione cortese-stilnovistica la cui concezione dell'amore non procurerebbe un rinnovamento morale e porterebbe quindi ad un obnubilamento della ragione, ad una condizione di peccato.

## Galleria d'immagini

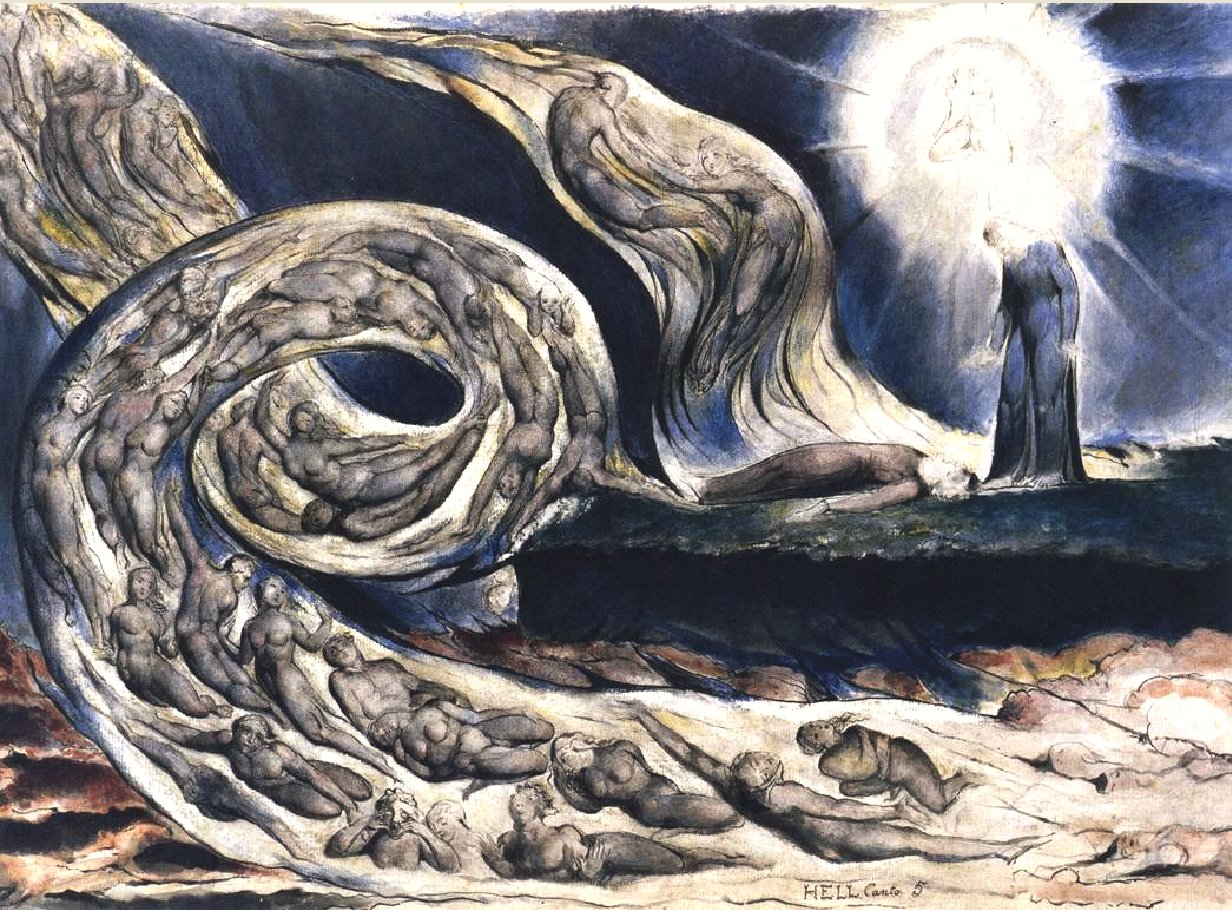
I lussuriosi, immaginati da William Blake
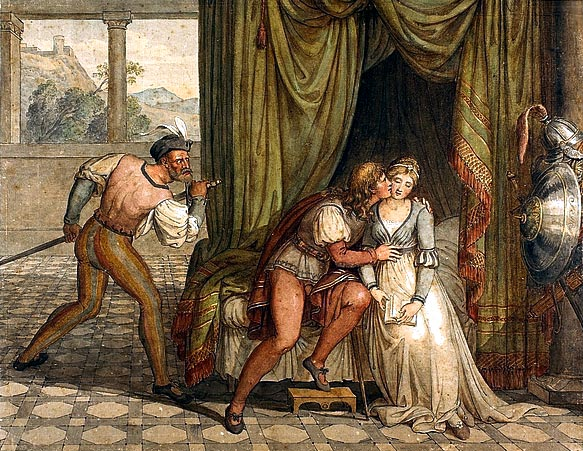
Joseph Anton Koch, Paolo e Francesca sorpresi da Gianciotto, 1805-10
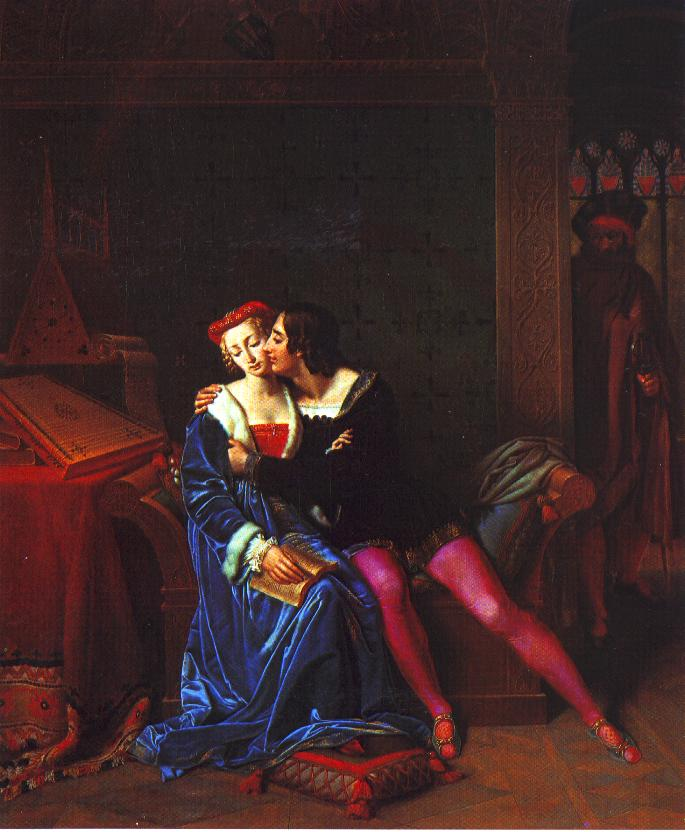
Marie-Philippe Coupin de La Coupierie, Gli amori funesti di Francesca da Rimini, 1812 circa
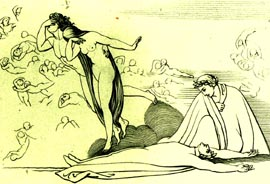
John Flaxman, E caddi come corpo morto cade  o Paolo e Francesca, 1802
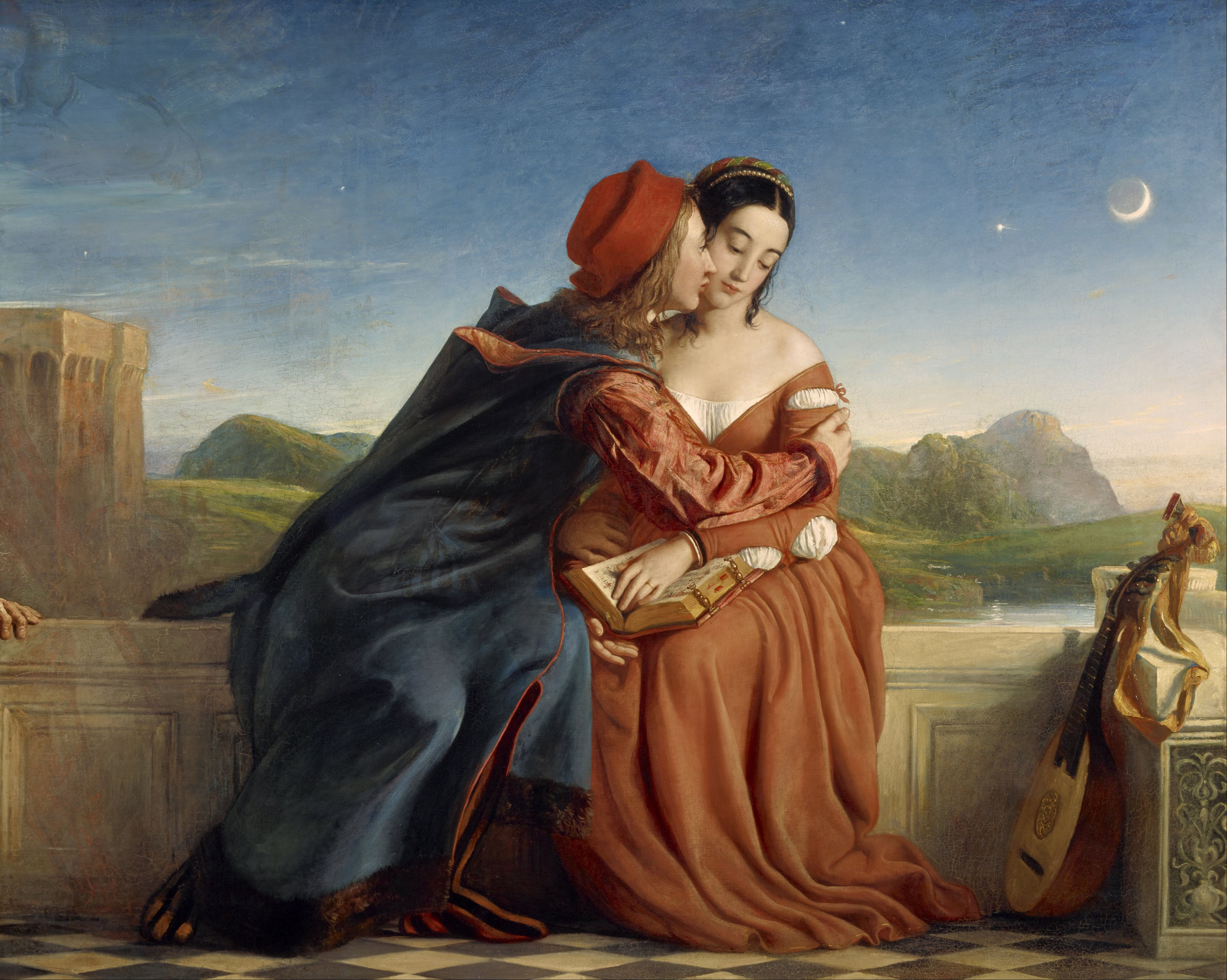
William Dyce, Francesca da Rimini, 1837
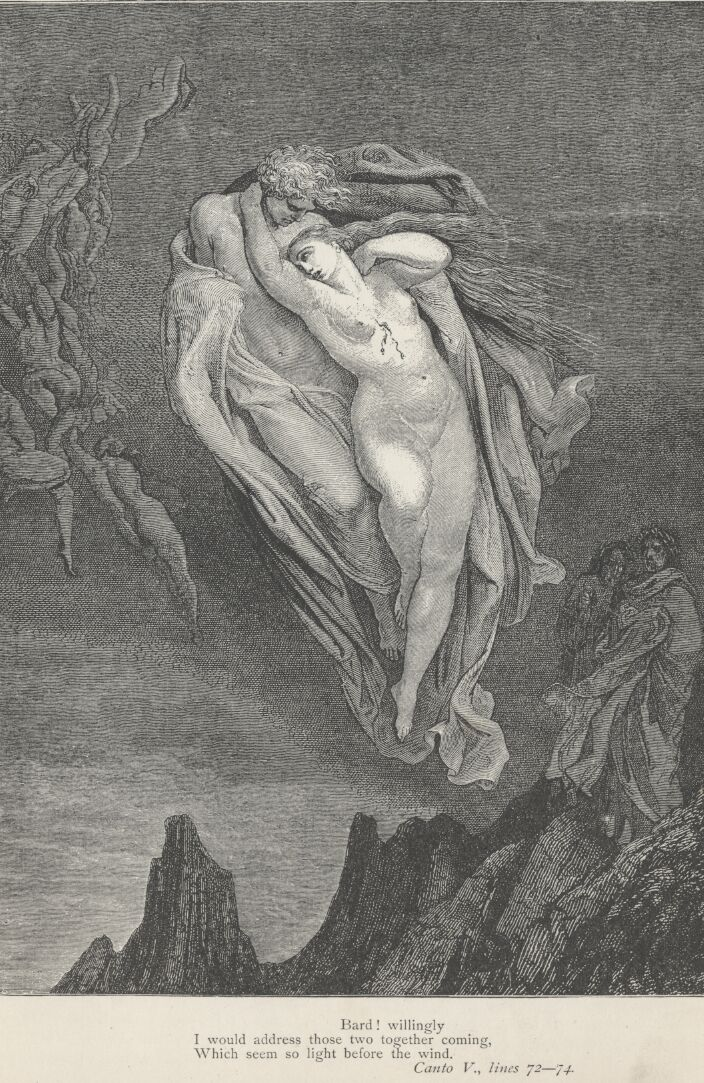
Gustave Doré, Paolo e Francesca
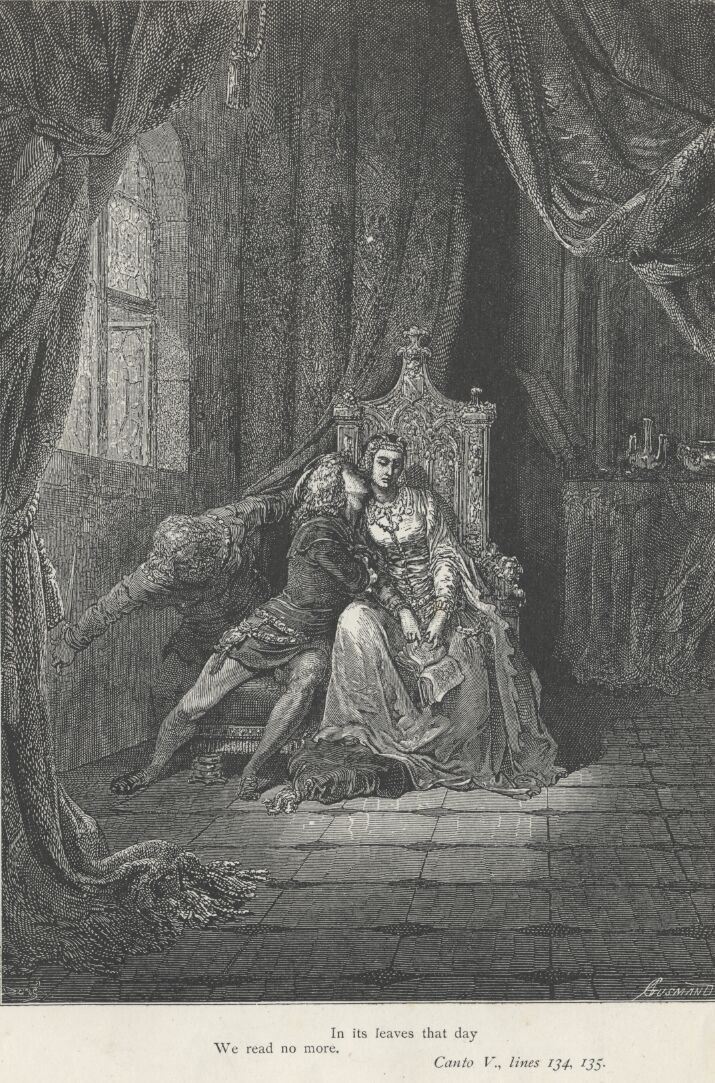
Gustave Doré, Il racconto di Francesca
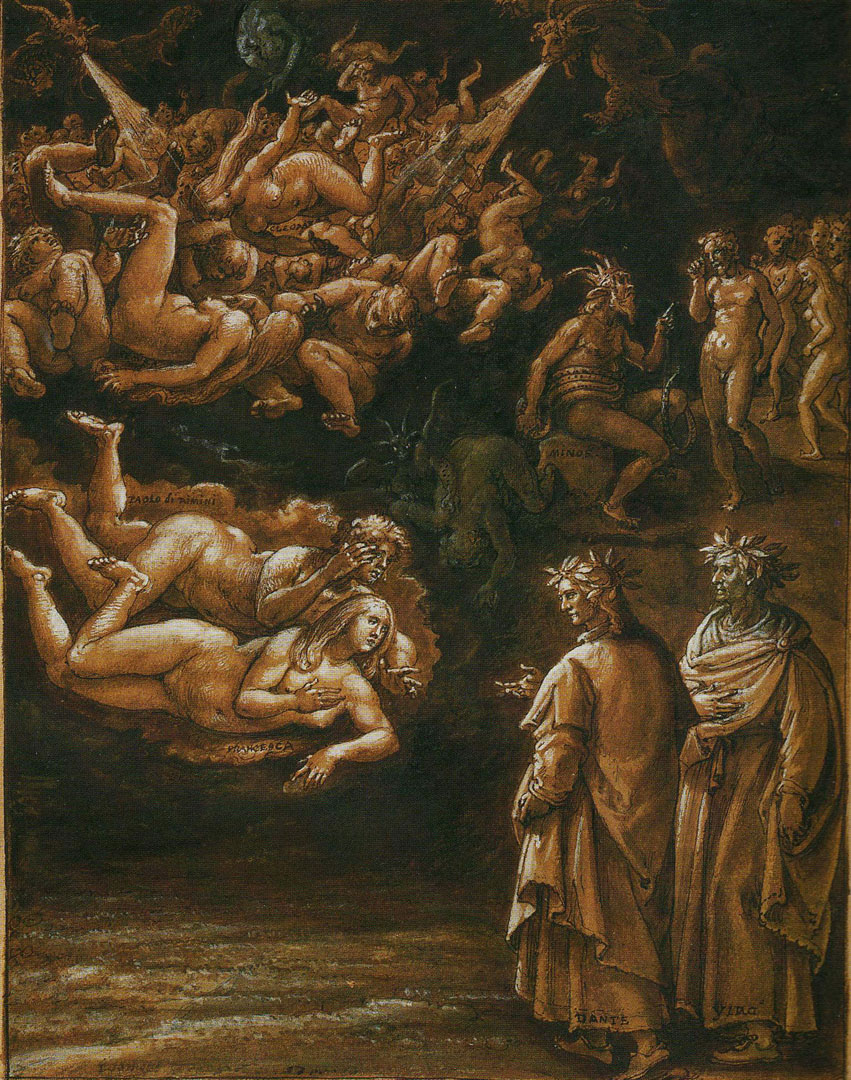
Giovanni Stradano, Canto V, 1587
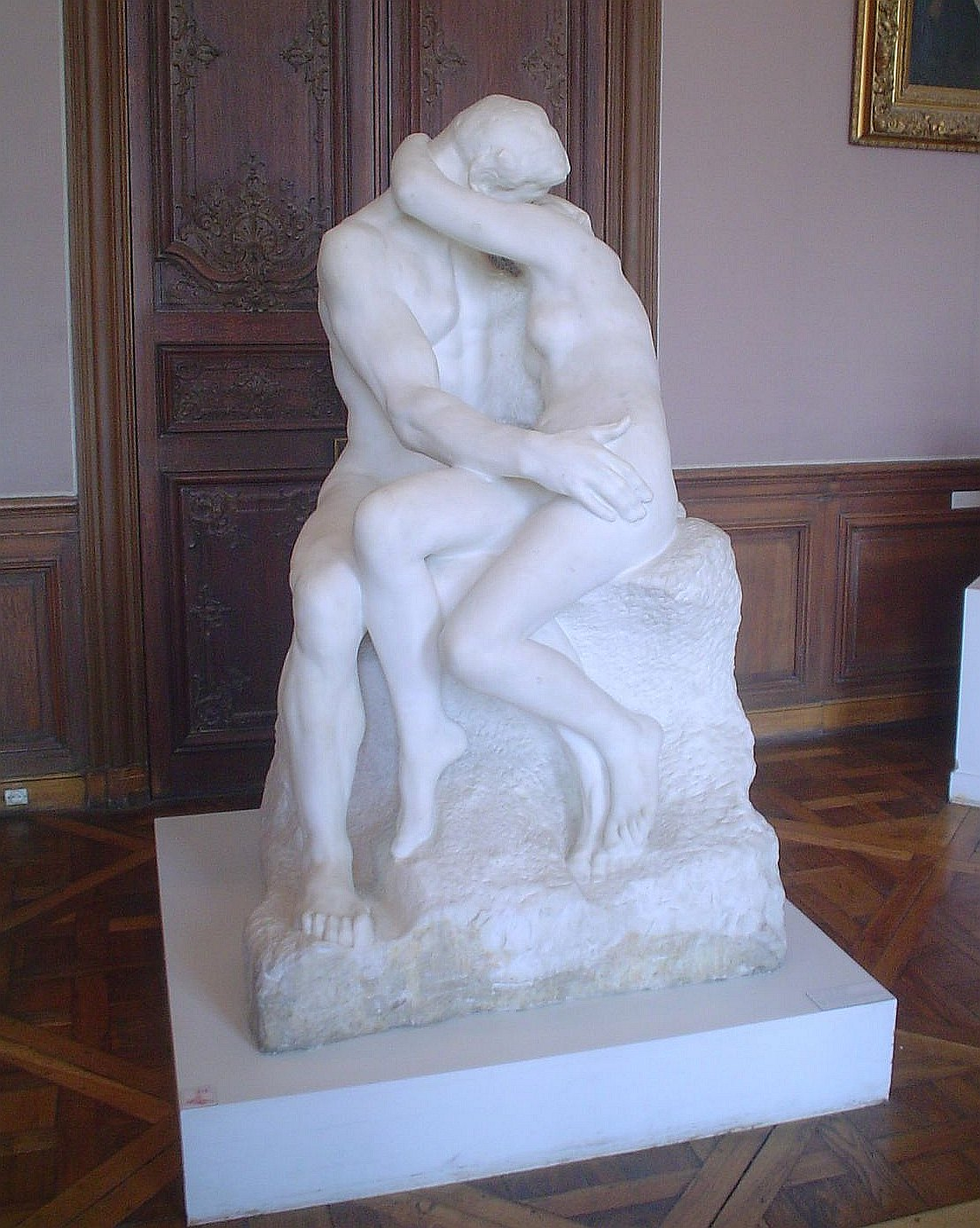
Il bacio di Rodin, inizialmente intitolato Francesca da Rimini
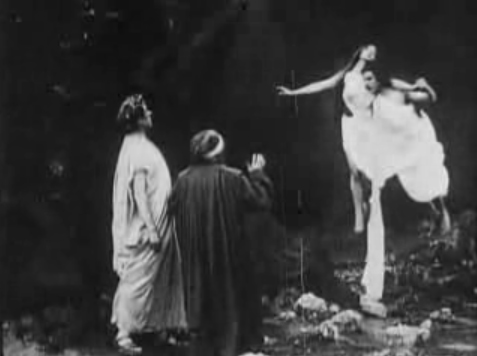
Paolo e Francesca, versione cinematografica de L'Inferno del 1911
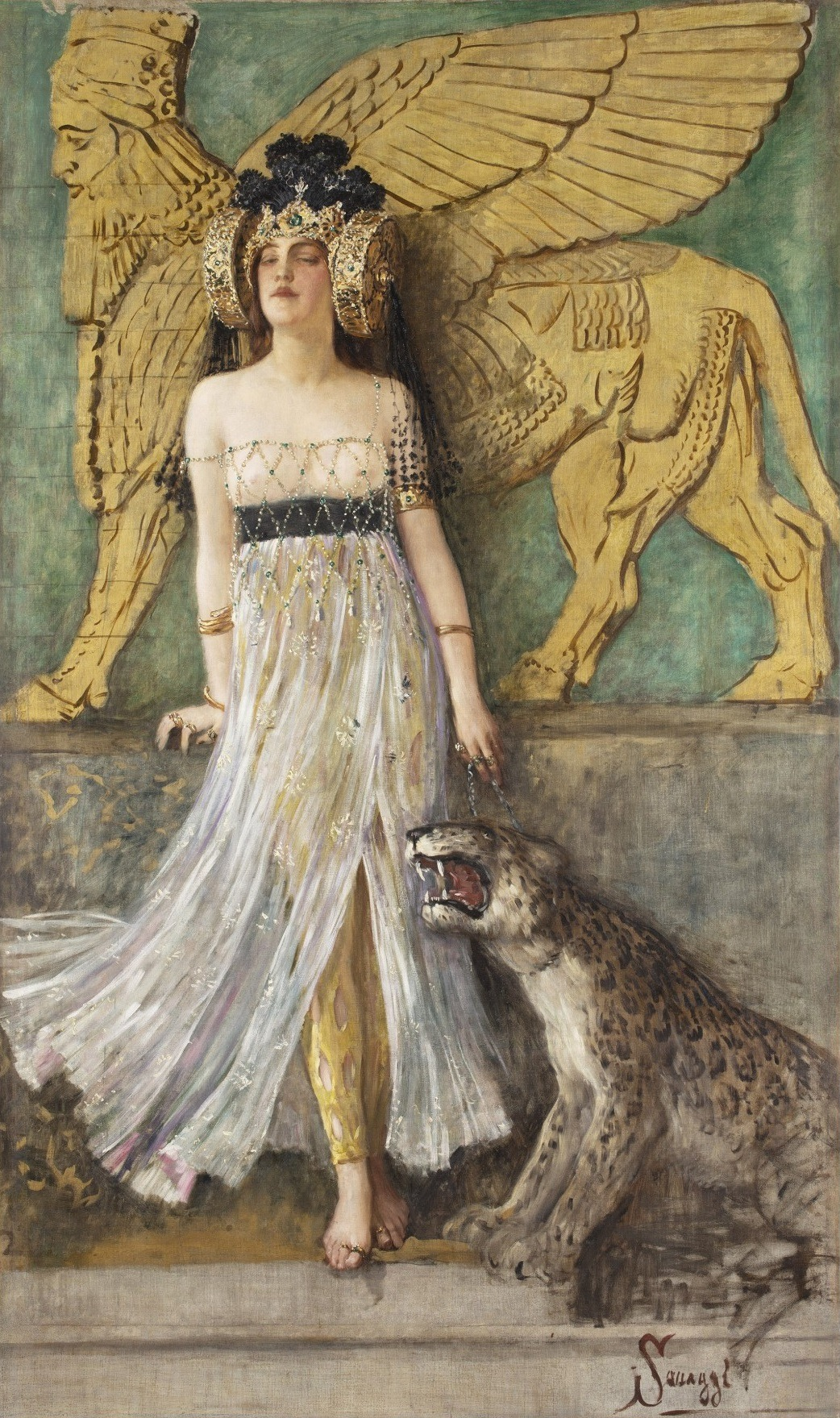
Semiramide, leggendaria regina di Babilonia, posta da Dante nel girone dei lussuriosi.
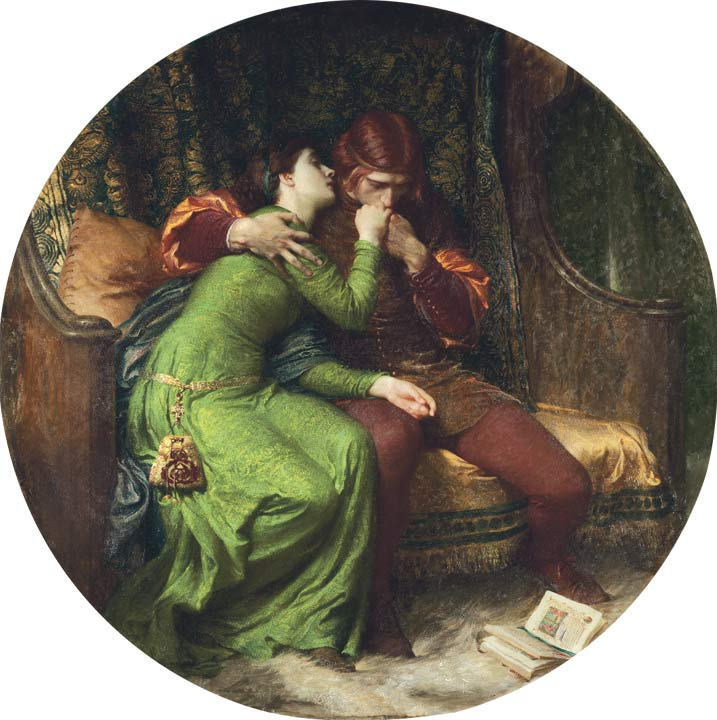